# بادل (رياضة)
بادل هي رياضة من رياضات المضرب، تختلف عن رياضة التنس الأرضي المعروفة في الولايات المتحدة وكندا. عادةً ما تُلعب البادل بشكل زوجي في ملعب مُغلق بحوالي 25% أصغر من حجم ملعب التنس. تَكمن الاختلافات الرئيسية في أنَّ الملعب به جدران زجاج ويمكن لعب الكرات عليها كما في لعبة الإسكواش. يجب أن يكون ارتفاع الكرة أثناء اللعب عند مستوى الخصر أو أقل منه.

## التاريخ
يُعتقد أن هذه الرياضة تأسست في أكابولكو، في المكسيك على يد إنريكي كوركوريرا عام 1969 بعد أن قام بتعديل ملعب إسكواش ليتضمن عناصر من تنس المنصات [الإنجليزية]. في البداية، كانت الجدران والأرضية من الخرسانة، ولم يكن بإمكان المتفرجين مشاهدة المباراة. ومع مرور الوقت، أصبح الجدران من زجاج، والأرضية من عشب صناعي.
شارك العديد من لاعبي البادل المحترفين المعروفين سابقًا في منافسات التنس، بمن فيهم لاعبات سابقات مثل روبيرتا فينسي ولارا أروابارينا.
ظلت رياضة البادل رياضة محدودة الانتشار لعقود، لكن شعبيتها ارتفعت بشكل كبير خلال جائحة فيروس كورونا نظرًا لأنها يمكن أن تُلعب في الهواء الطلق ولا تتضمن تقاربًا جسديًا.
أُدرجت البادل في الألعاب الأوروبية 2023. ويرغب الاتحاد الدولي للبادل في أن يكون لديها 75 اتحادًا وطنيًا للبادل لتُصبح رياضة رياضة أولمبية في الألعاب الأولمبية الصيفية 2032.
يمكن أن يُستوعب ملعب التنس الواحد ثلاثة ملاعب للبادل، لذا تقوم العديد من أندية التنس بتحويل ملاعب التنس إلى ملاعب للبادل نظرًا لأنها أكثر ربحية لأصحاب الأعمال. وفي الولايات المتحدة الأمريكية، تتراوح تكلفة بناء ملاعب البادل بين 60,000 و80,000 دولار.
في عام 2023، توقعت شركة ديلويت أن يصل عدد ملاعب البادل إلى 84,000 ملعب بحلول عام 2026.